# Es Sénia (distrito)
Es Sénia é um distrito localizado na província de Orã, Argélia, e cuja capital é a cidade de mesmo nome. A população total do distrito era de 137 291 habitantes, em 1998.[carece de fontes?]

## Comunas
O distrito está dividido em três comunas:
- Es Sénia
- El Kerma
- Sidi Chami